# Witica crassicaudus
Witica crassicaudus är en spindelart som först beskrevs av Eugen von Keyserling 1865.  Witica crassicaudus ingår i släktet Witica och familjen hjulspindlar. Inga underarter finns listade i Catalogue of Life.